# Žofie Henrietta Reuss-Untergreizská
Žofie Henrietta Reuss-Untergreizská (19. září 1711, Greitz – 22. ledna 1777, Rudolstadt) byla kněžna ze Schwarzburgu-Rudolstadtu.

## Život
Narodila se 19. září 1711 v Greitzu jako jedenácté dítě a šestá dcera hraběte Jindřicha XIII. Reuss-Untergreizského a Žofie Alžběty Stolbergsko-Isenburgské.
Dne 22. října 1733 se vdala za prince Ludvíka Günthera II. Schwarzbursko-Rudolstadtského. Měli spolu čtyři děti:
- Frederika Žofie (1734–1734)
- Kristiána Frederika (1735–1738)
- Fridrich Karel (1736–1793)
- Kristián Arnošt (1739–1739)

Roku 1767 zdědil její manžel knížectví Schwarzburg-Rudolstadt a Žofie se stala kněžnou.
Zemřela 22. ledna 1777.